# John Singleton Copley

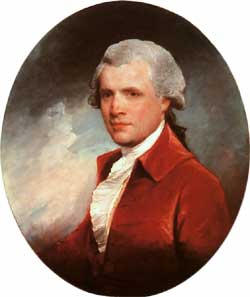
Retrato de Copley por Gilbert Stuart.

John Singleton Copley (Boston, Massachusetts, 1738- Londres, 9 de septiembre de 1815), fue un pintor estadounidense famoso por sus retratos de figuras importantes de la Nueva Inglaterra colonial, en particular hombres y mujeres de clase media. Sus retratos fueron innovadores en que tendían a mostrar a los sujetos con objetos que aportaban información sobre sus vidas.

## Biografía

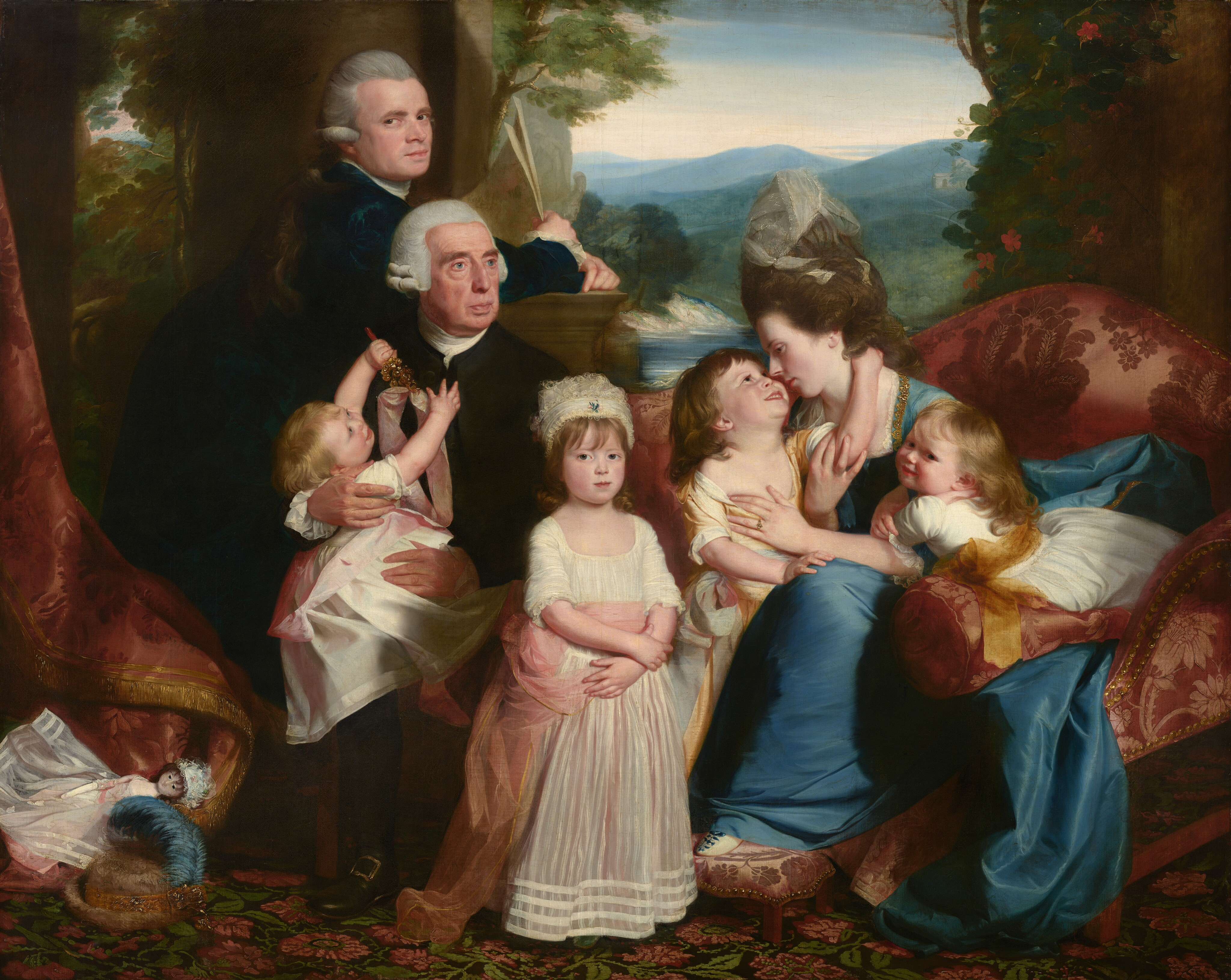
Retrato de la familia Copley, 1776.

John Singleton Copley fue hijo de un inmigrante irlandés llamado Richard Copley y de su esposa Mary Singleton Copley. Sus padres poseían y trabajaban en una tienda de tabacos de Boston, Massachusetts. En 1749 —la fecha exacta se desconoce— Richard Copley falleció, y el 22 de mayo de 1748 Mary Copley se casó con Peter Pelham, un grabador y profesor, y se trasladó con su hijo a una parte más respetable y tranquila de Boston. John Singleton Copley tenía unos trece años cuando murió su padrastro Peter Pelham, en 1751.
En 1774, Copley emigró a Inglaterra para pintar allí. Más tarde visitaría París, Génova y Roma antes de volver a Londres nueve meses más tarde.
John se casó con Susanna Farnham Clarke, cuyo padre, Richard, era uno de los mercaderes más ricos de Boston y agente local de la East India Company. La pareja tuvo seis hijos en los cuarenta y cinco años de matrimonio.
Se especializó en escenas históricas que en ocasiones son criticadas por los críticos por la falta de vigor de sus primeros retratos. Se unió a la influyente Royal Academy of Art. Copley destacó tanto en su período estadounidense como en el británico por su capacidad para representar texturas y capturar emociones. Murió en Londres en 1815, a los 77 años de edad.

## Obras principales

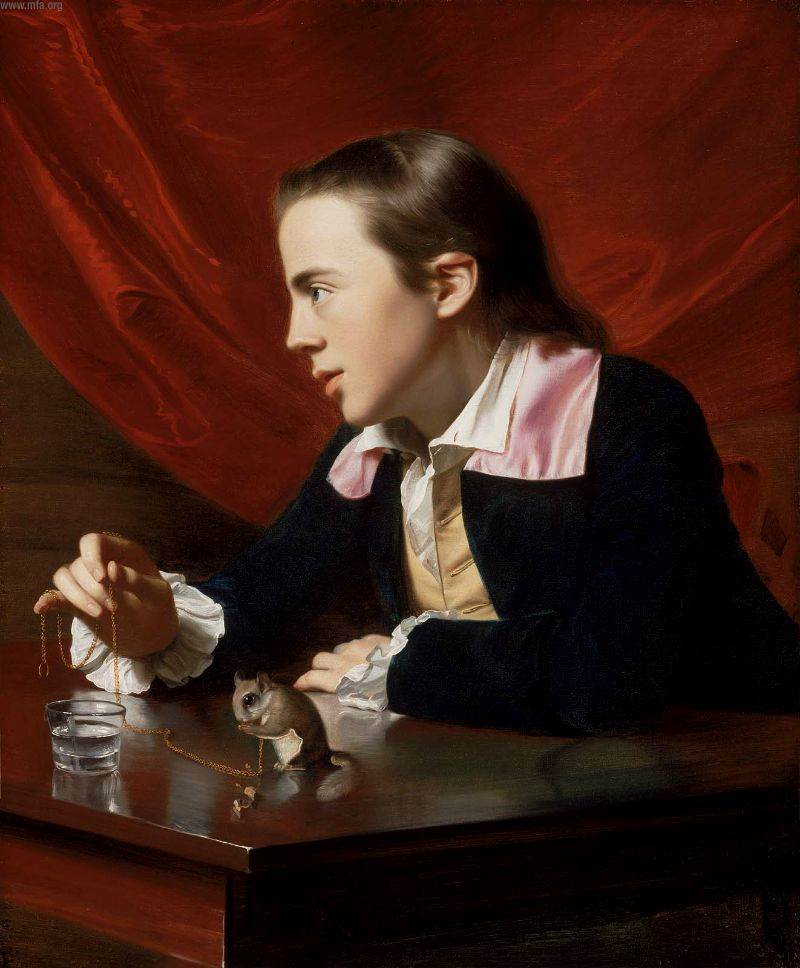
The Boy with the Squirrel (El niño con la ardilla) (1765)
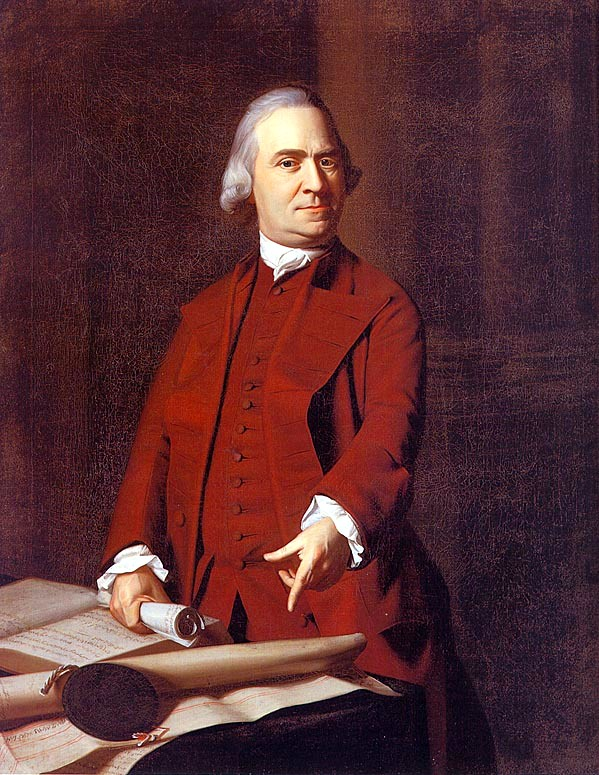
Samuel Adams (1772)
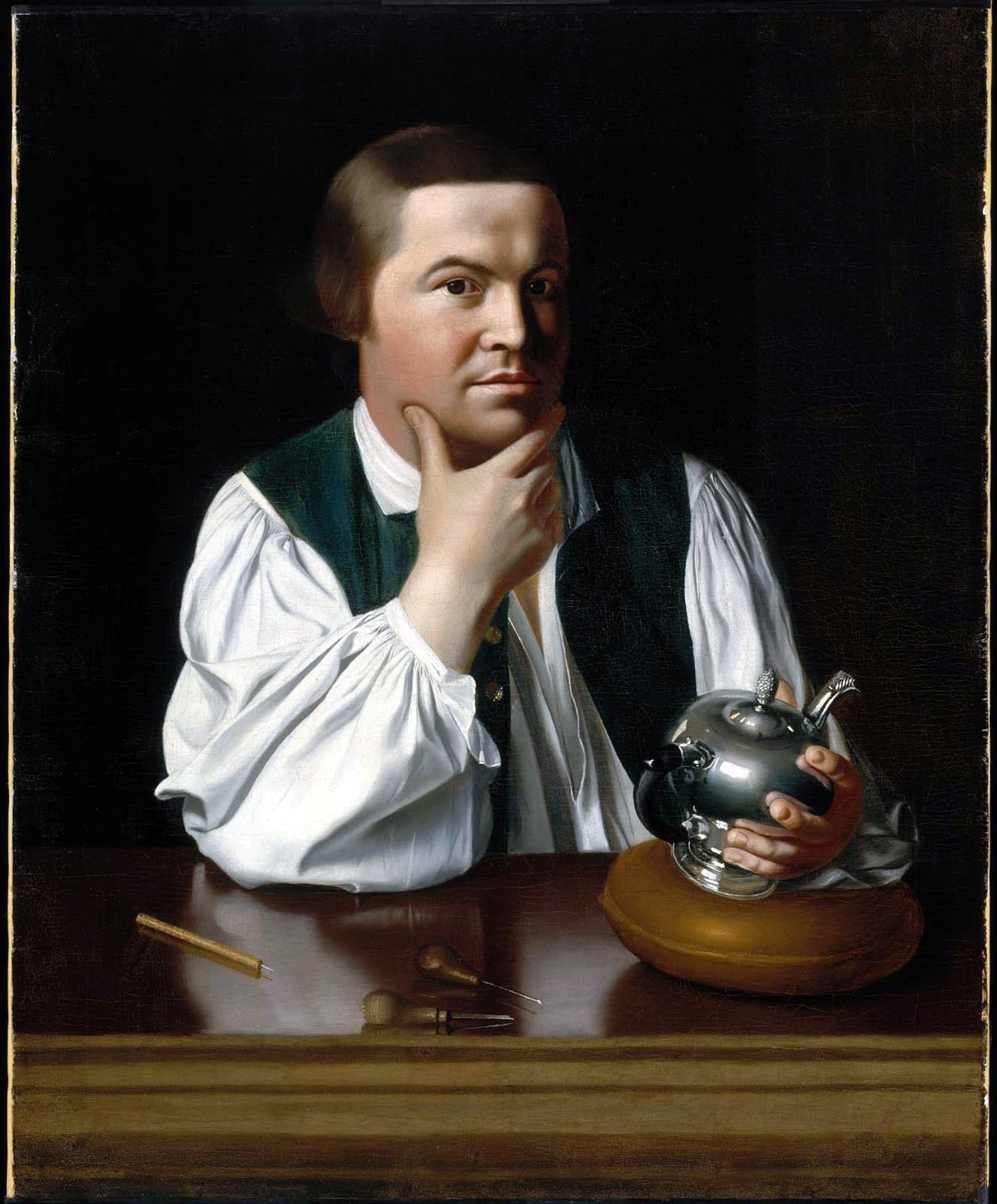
Paul Revere (1770)
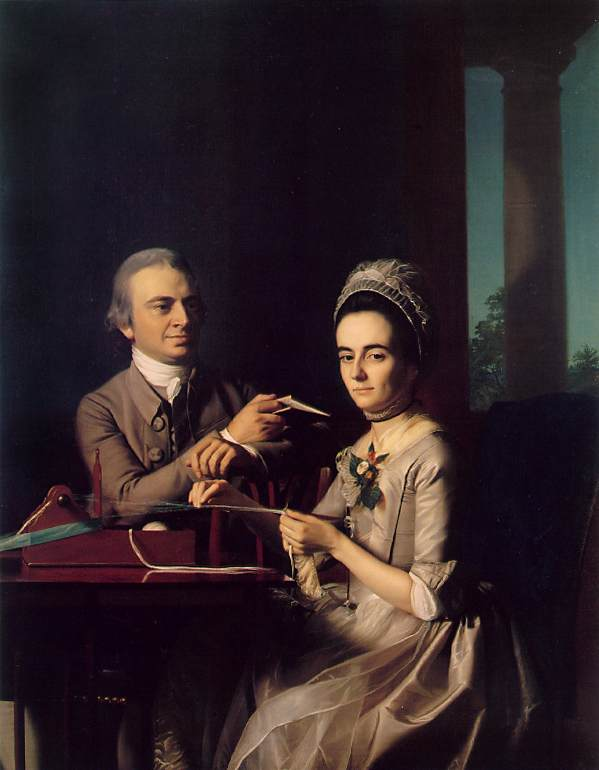
Mr. and Mrs. Thomas Mifflin (Sarah Morris) (1773)
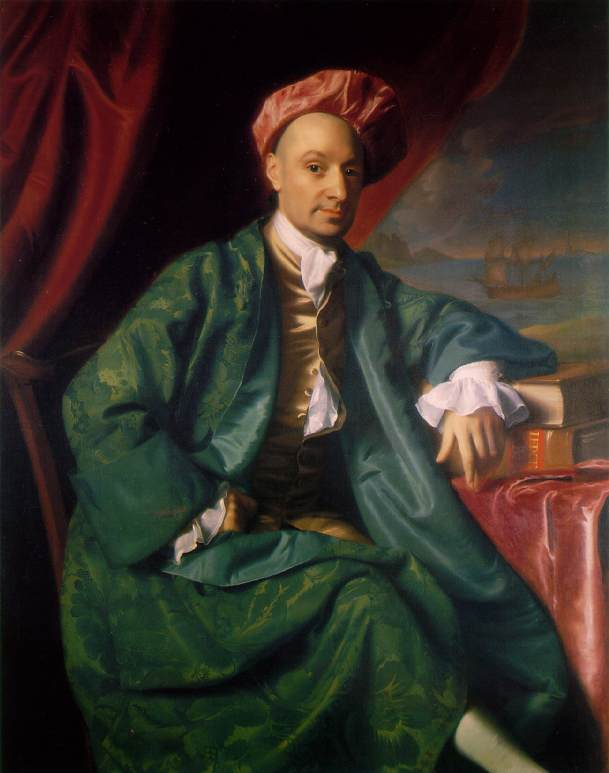
Nicholas Boylston (1767)
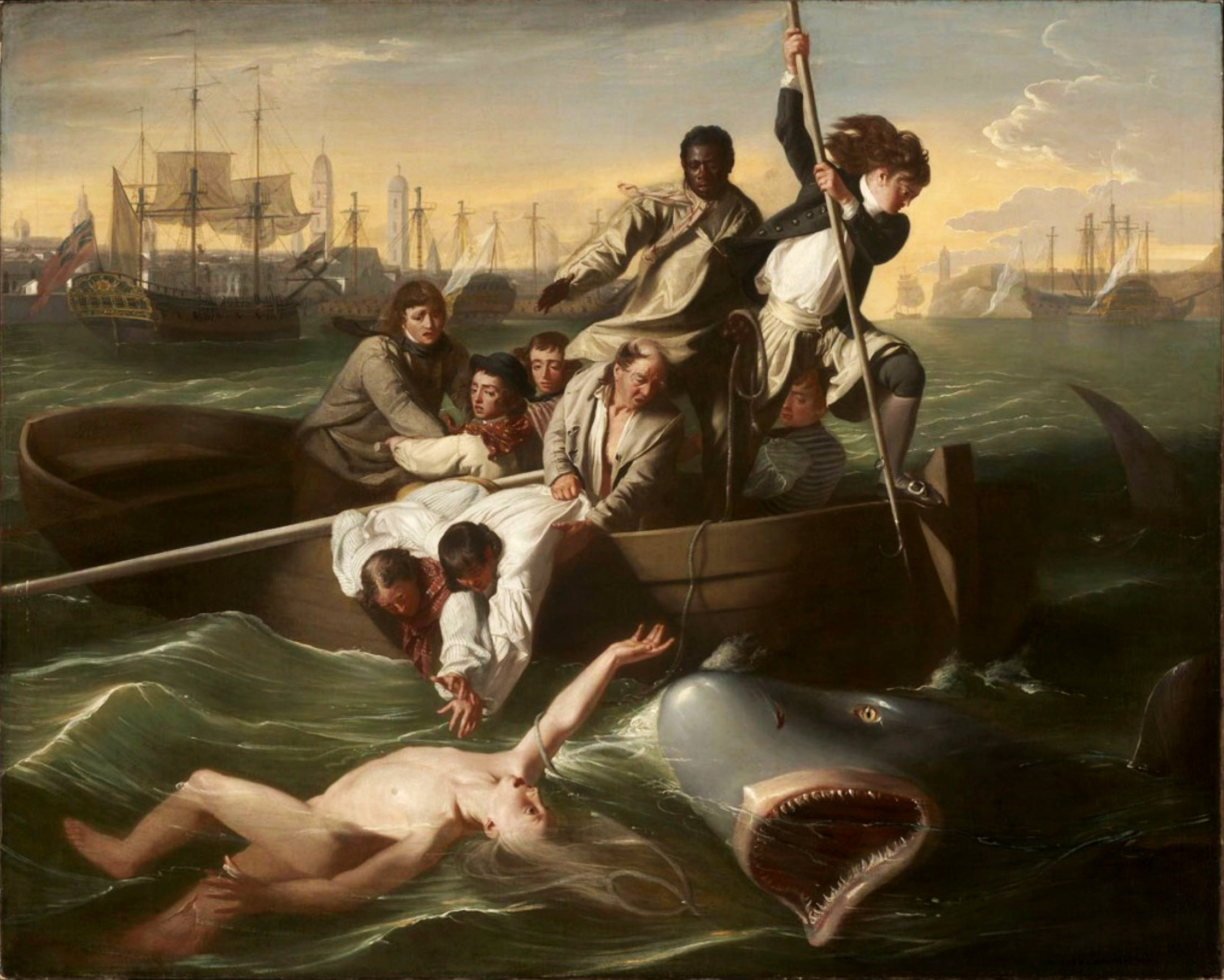
Watson y el tiburón (1778)
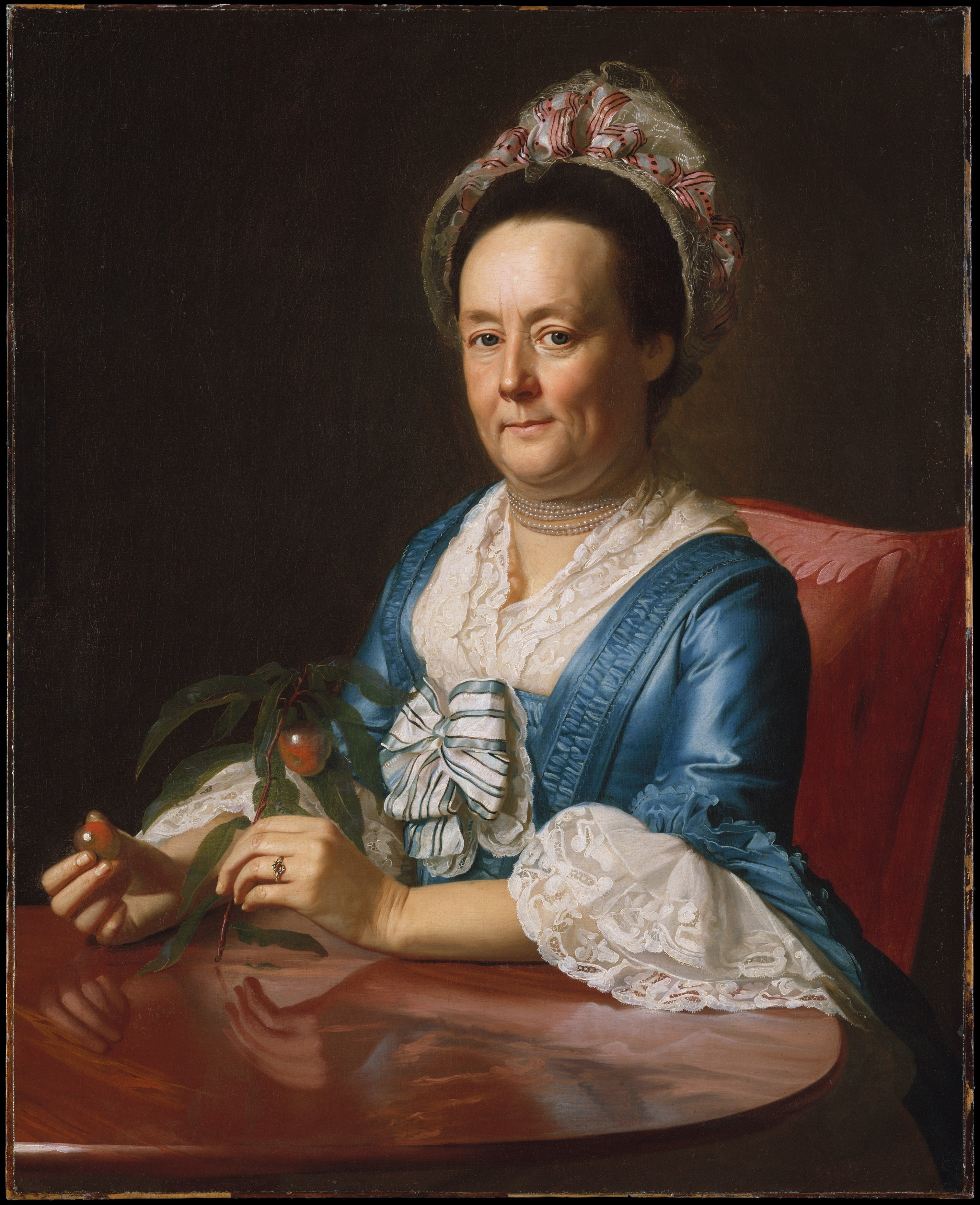
Mrs John Winthrop (1773)
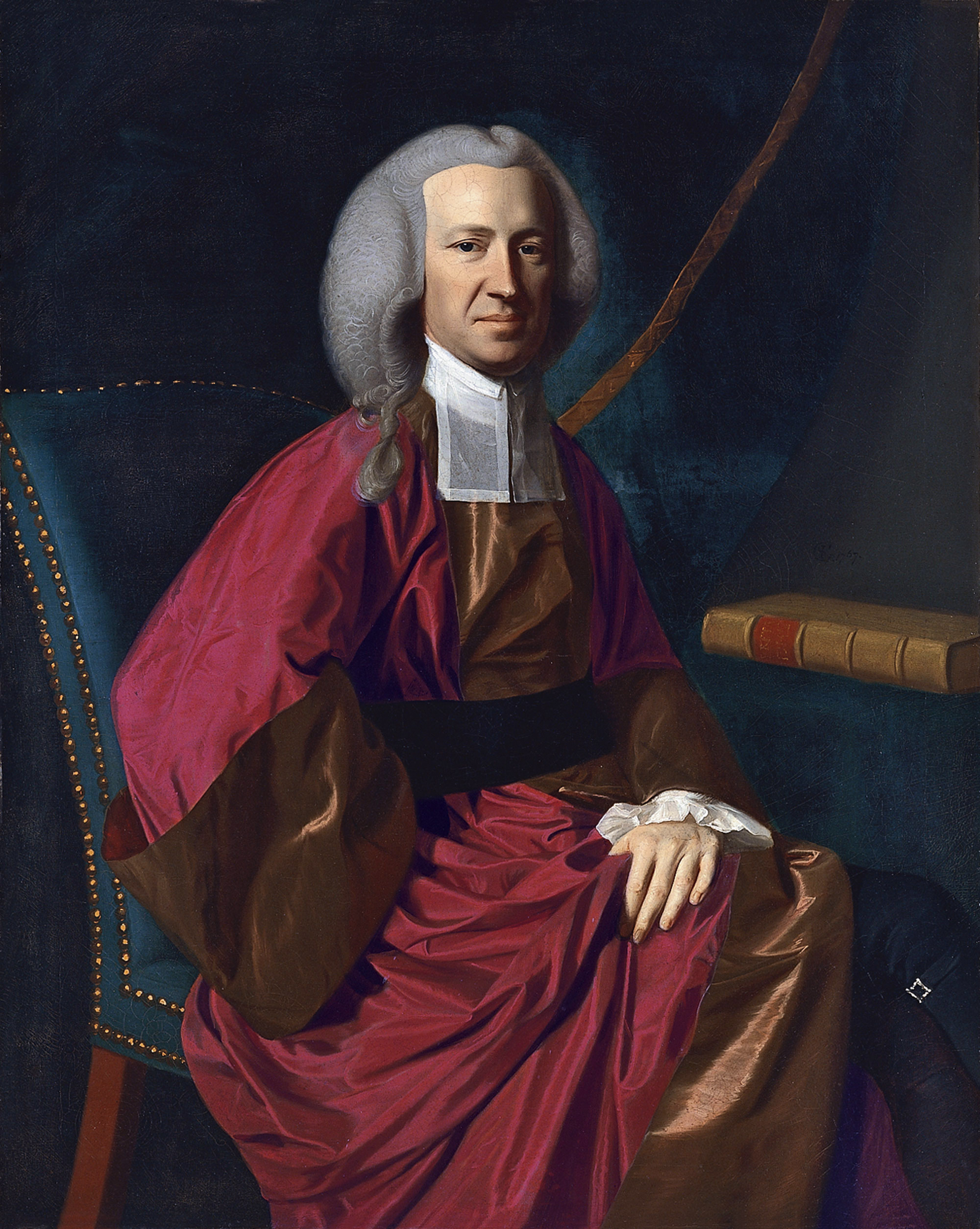
Juez Martin Howard 1767.

## Repercusión actual
La plaza Copley Square de Boston fue nombrada en su honor y está situada entre la Biblioteca pública de Boston, la Torre John Hancock y la Trinity Church (Iglesia de la Trinidad). La plaza tiene vida durante todo el año con conciertos, vendedores, patinadores y artistas ocasionales.